# Lee Morgan

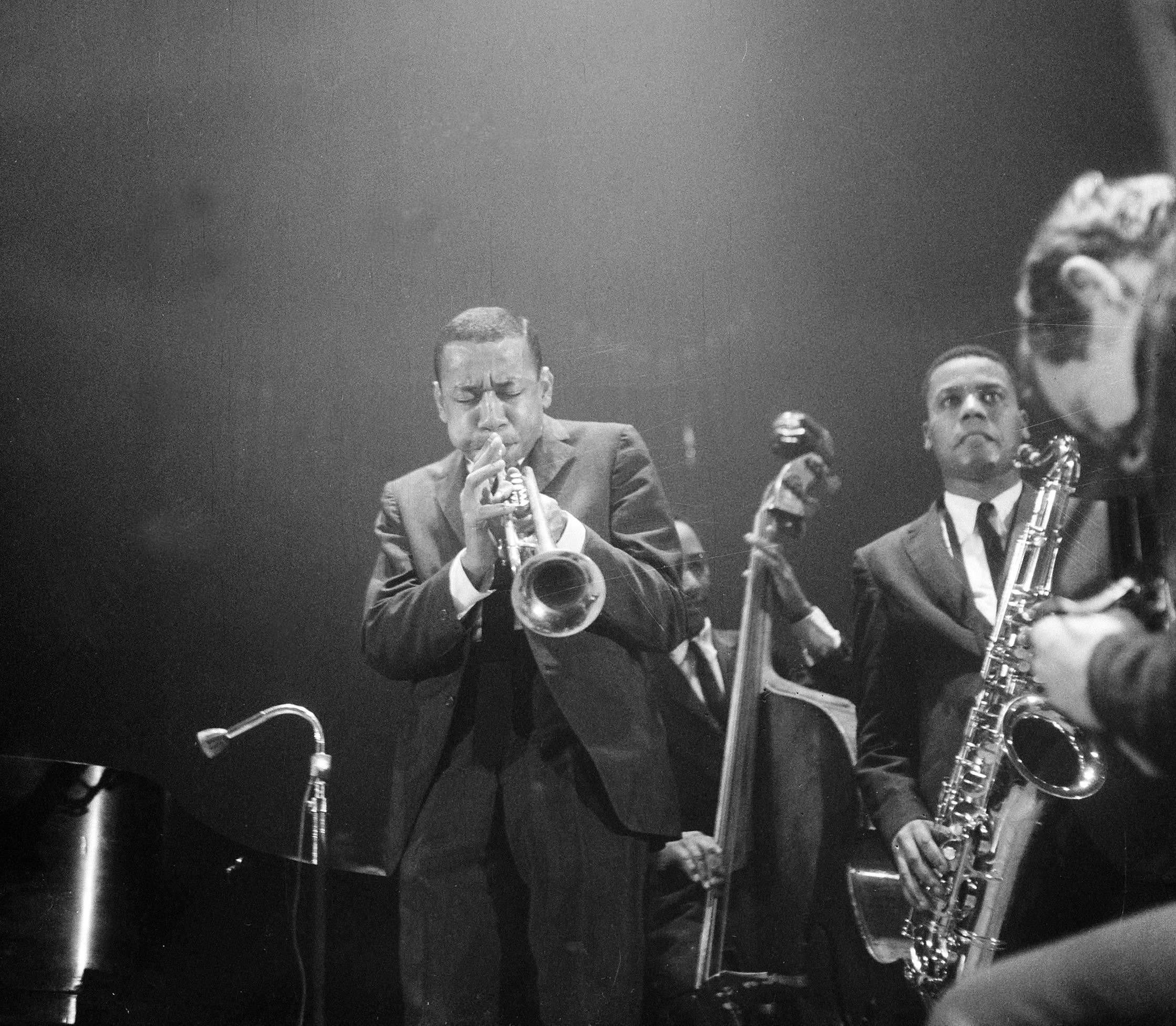
Lee Morgan och The Jazz Messengers i Amsterdam 1959.

Edward Lee Morgan, född 10 juli 1938 i Philadelphia, död 19 februari 1972 i New York, var en amerikansk trumpetare, bland annat medlem i Art Blakeys The Jazz Messengers. Han var en framträdande solist i hard bop med karakteristiskt kraftfullt och ljudstarkt spel.
Morgan sköts till döds av sin sambo Helen Moore 1972.
Den svenska långfilmsdokumentären I Called Him Morgan, som hade världspremiär på filmfestivalen i Venedig den 1 september 2016, skildrar Morgans och Helen Moores förhållande.